# Drumul spre înalta societate (film din 1959)
Drumul spre înalta societate (titlul original: Room at the Top) este un film dramatic britanic, realizat de regizorul Jack Clayton în 1959 după romanul omonim a scriitorului John Braine. Este primul film britanic care prezintă sexualitatea în mod realist și nu ca un izvor de păcate.

## Conținut
În Anglia, spre sfârșitul anilor 1940, Joe Lampton, un tânăr chipeș și foarte ambițios, se mută de la o fabrică din posomorâtul orășel Dufton în orașul Warnley, să ocupe un post de funcționar cam slab plătit, la trezoreria primăriei. Hotărât să ajungă cât mai sus, ignorând avertismentele colegului său Soames, o curtează pe Susan Brown, fiica magnatului din localitate. Domnul și doamna Brown, ca să împiedice o apropiere între cei doi, o trimit pe Susan într-o călătorie peste graniță. 
Simțămintele lui Joe însă intră în conflict cu planul său ambițios. Se îndrăgostește de franzuzoaica Alice care era cu zece ani mai mare ca el și care avea o căsnicie nefericită alături de George Aisgill. Astfel Joe devine tot mai experimentat în ale dragostei și vieții, iar Alice este fericită și crede că iubitul ei este partenerul perfect. Susan, care la început era mai reținută față de Joe, după întoarcerea din călătorie și-a schimbat părerea despre el și devine iubita lui. Când Susan rămâne gravidă cu Joe, familia ei îl obligă să se căsătorească...

## Distribuție
{{Coloane-listă|colwidth=30em|
- Laurence Harvey – Joe Lampton
- Simone Signoret – Alice Aisgill
- Heather Sears – Susan Brown
- Ambrosine Phillpotts – dna. Brown
- Donald Wolfit – dl. Brown
- Donald Houston – Charles Soames
- Hermione Baddeley – Elspeth
- Allan Cuthbertson – George Aisgill
- Raymond Huntley – dl. Hoylake
- John Westbrook – Jack Wales
- John Moulder-Brown – Urchin